# ملعب المسيرة الخضراء (سلا)
ملعب المسيرة الخضراء، المعروف اختصارا بملعب المسيرة، هو ملعب سابق كان يقع في سلا في المغرب، و بالضبط على ضفاف نهر أبي رقراق. كان ملعب المسيرة هو الملعب الرسمي لفريقي جمعية سلا وسبورتينغ سلا لكرة القدم، و كانت طاقته الاستيعابية 4.000 مقعد.
تم هدم ملعب المسيرة الخضراء سنة 2006 عند قرار استغلال الأراضي التي يقع عليها من طرف وكالة تهيئة ضفتي أبي رقراق في إطار مشاريع إعادة تهيئة ضفتي نهر أبي رقراق.